# Roderick Island
Roderick Island är en ö i Kanada.   Den ligger i Regional District of Kitimat-Stikine och provinsen British Columbia, i den sydvästra delen av landet, 3 800 km väster om huvudstaden Ottawa.
I omgivningarna runt Roderick Island växer i huvudsak barrskog. Trakten runt Roderick Island är nära nog obefolkad, med mindre än två invånare per kvadratkilometer.